# Canto gregoriano
Il canto gregoriano è un canto monodico e liturgico della tradizione occidentale. Fu elaborato a partire dall'VIII secolo dall'incontro del canto romano antico col canto gallicano nel contesto della rinascita carolingia. È cantato ancor oggi, ed è riconosciuto dalla Chiesa cattolica come "canto proprio della liturgia romana".

## Caratteristiche del canto gregoriano

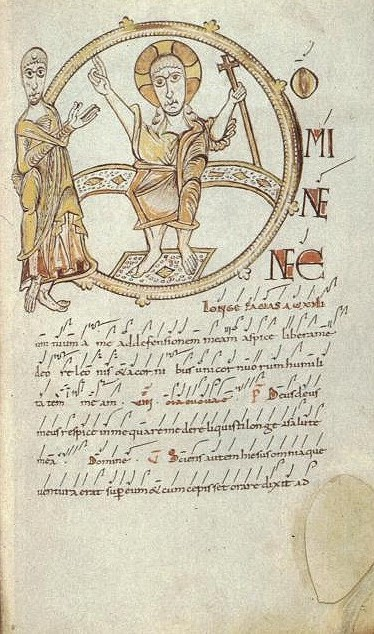
L'Introito Domine ne longe del codice Angelica

Il canto gregoriano è un canto liturgico, solitamente interpretato da un coro di voci maschili, da un solista chiamato cantore (cantor) o spesso dallo stesso celebrante con la partecipazione di tutta l'assemblea liturgica ed è finalizzato a sostenere il testo liturgico in latino.
Deve essere cantato a cappella, cioè senza accompagnamento strumentale, poiché ogni armonizzazione, anche se discreta, altera la struttura di questa armonizzazione 
Si tratta di un canto omofono, più propriamente monodico, è una musica cioè che esclude la simultaneità sonora di note diverse: ogni voce che lo esegue canta all'unisono.
Dal punto di vista del sistema melodico, il canto gregoriano è di tipo modale e diatonico. I cromatismi vi sono generalmente esclusi, così come le modulazioni e l'utilizzo della sensibile. Le diverse scale impiegate con i loro gradi e i loro modi, sono chiamati modi ecclesiastici, scale modali o  modi antichi, in opposizione alle scale utilizzate in seguito nella musica classica tonale.
Il suo ritmo è molto vario, contrariamente alla cadenza regolare della musica moderna. Il ritmo, che nel canto gregoriano riveste un ruolo complesso, oltrepassa le parole e la musica, sorpassando le due logiche. Nei passaggi salmodici o sillabici, il ritmo proviene principalmente dalle parole. Nei passaggi neumatici o melismatici, è la melodia che diventa preponderante. Queste due componenti sono costantemente presenti.
È una musica recitativa che predilige il testo in prosa, che prende origine dal testo sacro e che favorisce la meditazione e l'interiorizzazione (ruminatio) delle parole cantate. Il canto gregoriano non è un elemento ornamentale o spettacolare che si aggiunge alla preghiera di una comunità orante, ma è parte integrante ed efficace della stessa lode ordinato al servizio e alla comprensione della Parola di Dio. È questo il significato più profondo e intimo di questo genere musicale.

## Origini del nome
Il nome deriva dal benedettino Gregorio Magno, 64º vescovo di Roma e papa della Chiesa cattolica dal 3 settembre 590 fino alla sua morte, nonché dottore della Chiesa e santo per cattolici ed ortodossi.
Secondo la tradizione, egli raccolse e ordinò i canti sacri in un volume detto Antiphonarius Cento, la cui copia originale andò persa durante le invasioni barbariche. Secondo una variante tradizionale di tale versione, egli dettò il codice a un monaco mentre era nascosto dietro un velo: il monaco, accorgendosi che Gregorio faceva lunghe pause nel corso della dettatura, sollevò il velo e vide una colomba (segno della presenza dello Spirito Santo) che sussurrava all'orecchio del papa. Il codice gregoriano sarebbe quindi di derivazione divina.
La leggenda, risalente all'epoca carolingia, è riportata da Giovanni Diacono e ha dato ispirazione ad una nutrita serie di opere iconografiche medievali. Più di recente, si è messa in dubbio non solo l'origine miracolosa dell'antifonario, ma la stessa derivazione da Gregorio. Dalla carenza di testimonianze autografe dell'interesse di Gregorio per quello che riguarda l'impianto dell'uso della musica nel rito della messa, tranne una lettera generica in cui si parla del rito britannico, sono derivate altre ipotesi. Fra queste, vi è quella secondo cui l'antifonario (e la storia della sua origine) sarebbero entrambi di origine carolingia (quindi databili quasi due secoli dopo la morte di Gregorio) e farebbero parte dello sforzo di unificazione del nascente Sacro Romano Impero: esistono infatti documenti che attestano i tentativi degli imperatori carolingi di unificare i riti franco e romano sotto il papato di Stefano II. Secondo questa ipotesi, attribuire la riforma a un miracolo che coinvolgeva un papa di grande fama come Gregorio sarebbe servito quale espediente per garantirne l'accettazione universale e incondizionata.

## Storia

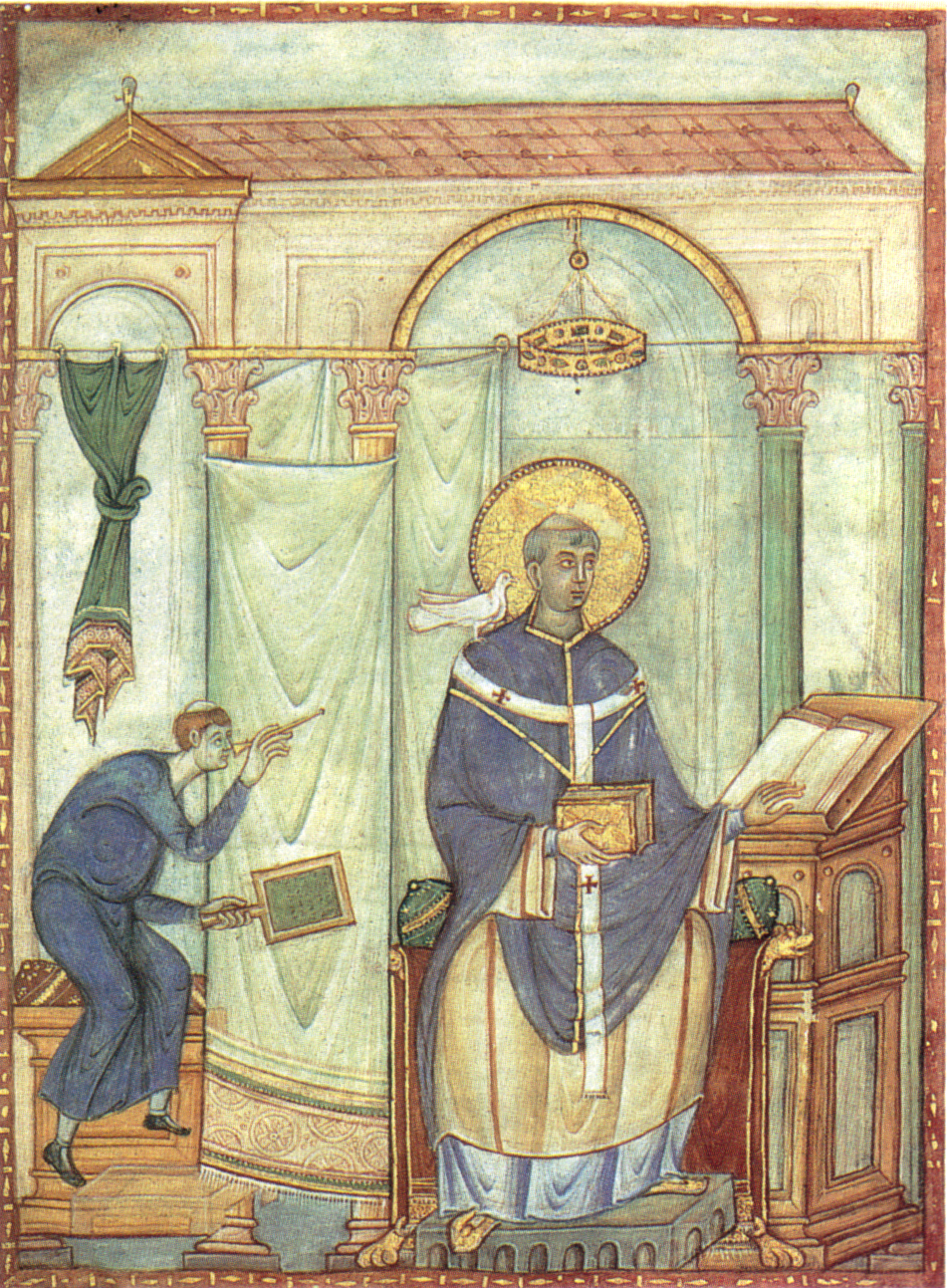
Miniatura del X secolo: san Gregorio detta il suo antifonarium ad uno scrivente sotto ispirazione dello Spirito santo.

A Gregorio Magno fu attribuita, dal suo biografo Giovanni Diacono (scomparso nell'anno 880) la prima compilazione di canti per la messa: Giovanni, infatti, riferisce che Gregorio "antiphonarium centonem compilavit", cioè raccolse da più parti e ordinò un antifonario (libro di canti per la messa), che sarebbe poi passato alla tradizione come Antiphonarius cento. Prima ancora di comprendere come avvenne tale opera di revisione e collazione e quale ruolo effettivo vi ebbe Gregorio, occorre indagare sul materiale preesistente. Tuttavia, se è opinione generale che esistesse all'epoca un insieme di canti per la liturgia, nulla di preciso si conosce al riguardo per quanto attiene agli autori e alle epoche di composizione. Si tenga presente che fino al 700 non vi fu scrittura musicale ma sui testi si apposero dei convenzionali segni mnemonici per aiutare il cantore. Si ipotizza che nei tre secoli anteriori a Gregorio fosse diffusa la figura dell'autore-cantore, che ricorda il rapsodo dei tempi omerici: il canto veniva tramandato ed eseguito con l'aggiunta di varianti o con vere e proprie improvvisazioni.
L'ambiente presso il quale si formavano questi ignoti "artisti" è rappresentato dalla Schola cantorum, luogo dove la Chiesa ha preparato i propri cantori fin dai primi tempi (all'epoca di papa Damaso, morto nel 384, c'era già una distinta schiera di diaconi esclusivamente dedicata a questo scopo). Similmente a quanto avveniva nelle scuole d'arte medievali, si può parlare di un continuo lavoro collettivo, in cui si miscelavano qualità individuali e tradizione, stile personale e caratteristiche comuni al gruppo. La vocazione religiosa che era al fondo di tale attività spiega inoltre perché l'individuo scomparisse nel rendere un servizio alla comunità e a Dio, tanto che l'arte attraverso la spiritualità si trasformava in preghiera: il nome di questi musicisti non è giunto a noi perché essi non pensavano di lavorare per la propria fama ma per la gloria di Dio. Pertanto, rimane un solo nome, quello di papa Gregorio, a designare questi canti, che egli per primo ha fatto raccogliere e conservare, ma non sono suoi, così come non lo saranno quelli che verranno dopo di lui ma che, ugualmente, si chiameranno gregoriani.

### Il ruolo di Gregorio
Come avviene generalmente per ogni periodo della storia della Chiesa, il nome di un pontefice riassume e contrassegna il lavoro di un'intera generazione. Ciò vale anche - e forse in misura maggiore - per il periodo gregoriano, nel quale si riassume anche l'opera precedente e si dà il nome a quanto avverrà anche nei tempi successivi. Il ruolo di Gregorio nei confronti del canto liturgico è testimoniato dal diacono Giovanni (870) nella sua Vita di San Gregorio, scritta su incarico di Gregorio VIII avvalendosi dei documenti dell'archivio pontificio. La compilazione di un libro di canti per la messa (antifonario), di cui a noi non è pervenuto l'originale, è stata redatta insieme ai maestri del tempo, ma - secondo il biografo - con un intervento diretto e competente dello stesso Gregorio, che ci viene presentato come esperto in materia, maestro di canto e istruttore dei "pueri cantores". Del resto, si deve a lui la restaurazione della "Schola cantorum" nella quale diede prova del suo mecenatismo: anche in questo caso, non fu lui a fondarla ma la fornì dei mezzi necessari a uno sviluppo sicuro. Il ruolo di Gregorio nell'ambito del canto liturgico fu consacrato da Leone IV (847 - 855) che per la prima volta usò l'espressione "carmen gregorianum" e che minacciò di scomunica chi mettesse in dubbio la tradizione gregoriana.

### La "questione gregoriana"
Lo sviluppo del canto gregoriano avvenne in un'epoca posteriore nei confronti del cosiddetto canto romano antico, e mostra una compiuta rielaborazione di vari elementi preesistenti, in modo tale da creare una sintesi artistica di grande valore. Infatti il repertorio "gregoriano" ingloba delle melodie romane anteriori adattate, ma anche caratteristiche melodiche che derivano dalla fusione con repertori liturgici della Gallia. Tutto questo corpus melodico viene inquadrato nel sistema degli otto modi (Octoechos), di derivazione greca e giunto in Europa occidentale attraverso Boezio. La consapevolezza di questo "incontro" tra due tradizioni, però, non risolve una problematica storica complessa.

#### Teoria tradizionale
Secondo la teoria tradizionale in ambito cattolico-romano, il canto gregoriano si sarebbe formato a Roma, dopo l'adozione della lingua latina nella liturgia, in una lenta evoluzione, con diversi apporti di papi. Il canto gregoriano sarebbe erede della tradizione ebraica sinagogale, e arricchito con influssi derivati dal canto della Chiesa di Gerusalemme. La messa a punto spetterebbe a Gregorio Magno e alla sua schola cantorum. Nel XIX secolo si pensò di avere individuato, nel codice di San Gallo 359, una copia autentica dell'Antifonario di Gregorio: l'iconografia del papa e il prologo Gregorius praesul, presente in vari manoscritti antichi, sembravano dare conferma irrefutabile a questa tradizionale teoria, che conosceva poche voci discordanti. La moderna opera di restaurazione gregoriana si svolse attorno a questa versione melodica, ritenuta come il vero canto della chiesa.

#### La scoperta delcanto romano
Intorno al 1891, il benedettino André Mocquereau scoprì a Roma alcuni manoscritti dei secoli XI-XIII, con una versione di canto fortemente diversa dal gregoriano: egli ritenne che le melodie ivi contenute fossero una tardiva deformazione delle melodie gregoriane. Nel 1912, invece, un altro benedettino, Raphaël Andoyer avanzò l'ipotesi che quei codici testimoniassero il canto liturgico a Roma anteriore a Gregorio I, cioè quello non ancora elaborato da quel papa, e per questo motivo quella versione di canto liturgico venne chiamata canto romano antico, o semplicemente canto romano. La questione fu riproposta da Bruno Stäblein negli anni Cinquanta del XX secolo. Egli ipotizzò che il canto romano fosse il vero canto di Gregorio I, mentre il canto gregoriano una nuova versione, eseguita a Roma una cinquantina d'anni più tardi, sotto papa Vitaliano (657-672). Ma le prove addotte per sostenere tale ipotesi presentano alcuni punti deboli: discutibilità dei testimoni addotti, inverosimiglianza di un simile mutamento di tradizione e della coesistenza di una duplice versione di melodie nella stessa città, etc.; più precisamente i critici notarono che a Roma, prima del XII secolo, non v'è alcuna traccia di uso del canto gregoriano.

#### Ilcanto gregoriano: versione romano-franca
È la teoria che oggi sembra essere più condivisa. Fu elaborata a partire dal 1950 con l'apporto di vari studiosi (Jacques Hourlier, Michel Huglo, Helmut Hucke, etc.), con l'intento di contestualizzare il canto gregoriano in atti politico-liturgici ormai ben noti. In sintesi, il canto romano sarebbe stato rimaneggiato, per giungere al canto gregoriano, non a Roma, ma nei paesi franchi, tra la Loira e il Reno, quando la liturgia di Roma fu imposta in modo autoritario in tutto il regno franco, sotto Pipino il Breve e Carlo Magno. In quel contesto avvenne un processo di assimilazione e di rilettura creativa, iscritta nella vivace rinascita carolingia e sostenuta dalla politica unificatrice in vista del Sacro Romano Impero. A ciò dovettero contribuire, in modo determinante, i grandi monasteri e le scuole cattedrali. Il canto gregoriano, così come risultò da questo adattamento, era un canto assai finemente collegato con il testo liturgico, ricco di formule, inquadrato nel sistema dell'Octoechos, in comoda corrispondenza con otto toni fondamentali per la salmodia. Ciò suppone un impianto teorico, una oculatezza tecnica, che si nota anche attraverso la novità di una varia notazione neumatica a servizio degli stessi fenomeni espressivi. Questa scrittura musicale, infatti, nacque con tutta probabilità nelle regioni soggette ai Franchi nel IX secolo. Dalle regioni franco-germaniche provengono i più antichi e i migliori manoscritti neumatici.

#### Questione ancora aperta
I sostenitori della conversione del canto romano in canto gregoriano in ambito carolingio adducono prove alquanto convincenti, ma non dissipano ogni ombra di dubbio. Gli studi continuano, con un confronto sempre più affinato tra canto romano, canto gregoriano e canto ambrosiano, e con una lettura sempre più attenta dei dati storico-liturgici. Non è comunque facile arrivare ad una soluzione definitiva. Helmut Hucke ha fatto notare che l'avere messo in notazione il canto romano, nell'XI secolo, può essere fatto rientrare nel tentativo di ripresa e di autocoscienza di Roma dopo secoli di decadenza, anche contro l'avanzare, in Italia, della versione franca sotto la spinta della riforma cluniacense. Nella versione più tardiva del canto romano (l'unica che conosciamo oggi, dato che è l'unica scritta), però, sarebbe stata presente la redazione franca (il cosiddetto gregoriano), che influenzava già il canto liturgico a Roma pur senza essere considerata "canonica". Alla luce di questa considerazione, quindi, anche l'affermazione che il gregoriano che conosciamo noi sarebbe nato da un incontro tra tradizione romana e tradizione franca viene posta in questione, perché di fatto l'elemento "romano" che troviamo sia nel canto gregoriano sia nel canto romano dei codici scritti potrebbe essere passato non dal romano al gregoriano, ma viceversa dal gregoriano franco al romano tardivo già influenzato dalla tradizione di canto che arrivava da nord. Nonostante questa fissazione su codici in neumi, comunque, anche a Roma nel Medioevo centrale il canto romano cederà di fronte al canto gregoriano già affermato nella pratica del resto d'Europa.

### Le prime testimonianze scritte di canto gregoriano
Sono i tonari ad offrire le testimonianze più antiche del canto gregoriano. Il primo tonario conosciuto si trova in un salterio carolingio del 799. Si tratta di liste di pezzi (incipit) classificati secondo gli ambiti modali, affinché antifone e responsori possano essere collegati in modo chiaro con gli appropriati toni salmodici. L'antifonario di Corbie, dei secoli IX-X, dona, marginalmente, le "sigle" dei modi: AP - Protus autenticus, PP - Protus plagalis, AD - Deuterus autenticus, etc.).
Nei codici più antichi dell'antifonario (VIII secolo), si trovano soltanto i testi liturgici, senza note musicali: le melodie vengono trasmesse oralmente. Tali codici sono stati raccolti sinotticamente e studiati da René-Jean Hesbert nell'Antiphonale Missarum Sextuplex e raccolgono o i canti interlezionali (graduale, tratto, Alleluia), o i brani eseguiti dalla Schola (introito, offertorio, communio) così come erano stati fissati già nei secoli V-VI. I canti dell'ordinario, invece, non saranno presenti nei codici notati se non dopo parecchi secoli: appartenevano all'assemblea, venivano cantati con uno stile sillabico trasmesso solo oralmente.

### Successive vicende del canto gregoriano

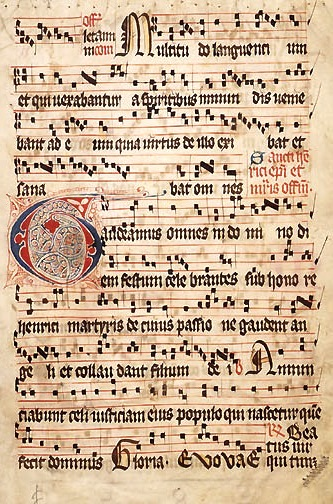
L'introito Gaudeamus omnes del Graduale Aboense (XIV secolo) in notazione quadrata

Nel XII secolo una riforma musicale in ambito cistercense, in nome della povertà evangelica, rimaneggia le melodie ritenute troppo fiorite. Vengono sfrondati molti melismi ed è consentito al massimo l'ambito decacordale. Antichi codici vengono distrutti.
Con il diffondersi della polifonia il canto gregoriano, ritmicamente e melodicamente compromesso, continua tuttavia come canto "d'uso". L'espressione ha connotazioni negative nei confronti della nuova musica "d'arte". Il gregoriano fornisce comunque un materiale connettivo al tessuto polifonico, e vive come elemento di alternanza con la polifonia stessa. Ma tale uso alternante appare a volte del tutto arbitrario, tanto da distruggere le forme liturgiche dei canti stessi.
In compenso, molti frammenti di gregoriano arricchiscono di fascino le composizioni di polifonia vocale e di polifonia organistica. Rimangono un rilevante elemento simbolico di aggancio al passato, di continuità nella tradizione.
Il concilio di Trento darà il colpo di grazia alla riproduzione e all'uso dei tropi e delle sequenze. L'Edizione medicea del Graduale Romanum (1614-1615, dal nome della tipografia Medici di Roma), è il frutto di una riforma melodica iniziata da papa Gregorio XIII alcuni decenni prima: viene affidata, in un primo tempo, a Pierluigi da Palestrina e a Annibale Zoilo, e riprendendo istanze ed esperienze umanistiche riduce il canto gregoriano ad uno stato "mostruoso": ritmica mensuralistica, eliminazione dei melismi, gruppi neumatici spostati sulle sillabe toniche, ecc. Su tale versione, che vanta una pretesa cattolicità e perciò viene largamente diffusa, si esercitano numerosi teorici barocchi, che producono una nutrita letteratura di metodi per l'esecuzione e di giustificazioni ideologiche.
È interessante, a questo proposito, una testimonianza di Felix Mendelssohn sul modo in cui veniva eseguito il "canto gregoriano" a Roma nell'Ottocento::
(F. Mendelssohn, 1830)
La stessa "Medicea", comunque, per quanto imposta d'autorità da Roma, si rivelerà insufficiente ed insoddisfacente: una copiosa produzione neo-gregoriana o pseudo-gregoriana (per esempio Attende, Domine, o Rorate caeli) si fa strada soprattutto nelle regioni francofone. Appaiono così delle melodie "moderne", alcune anche di tutto rispetto, che forniscono una base al repertorio popolare in latino (Messe, antifone, etc.).
Nonostante lo stato di decadenza, il canto gregoriano è sentito da alcuni spiriti come un'ancora di salvezza del contesto liturgico, e come strumento di salvaguardia dei testi rituali. Ciò si comprende tenendo conto della invasione del "bel canto", dell'operismo e del concertismo nei riti sacri.

### La rinascita ottocentesca
Il secolo del Romanticismo e dell'affermarsi del senso della storia, il secolo dei grandi ritorni dello spirito alle lontananze del passato, che nel campo della musica compì fra l'altro la "scoperta" moderna di Palestrina e di Bach, si volse, negli ultimi decenni, anche al recupero del patrimonio d'arte e di fede rappresentato dai canti della Chiesa dei primi secoli, canti anonimi, opera della voce collettiva di tutta una civiltà.
L'operazione non era semplice: si trattava di una voce che solo la conoscenza dei simboli che la esprimono graficamente, secondo un "cifrario" di cui si era persa la chiave, poteva far rivivere nella sua realtà sonora. Infatti, il canto gregoriano era sì rimasto in vigore nei secoli, ma con una tradizione contaminata che si era sempre più allontanata dall'originale: un vero "falso" era stato lo stesso tentativo di riordinamento fatto nel 1614-1615 con la già citata "Edizione medicea", da attribuirsi solo in parte a Palestrina, nata in un contesto (il barocco) lontanissimo dal gregoriano.

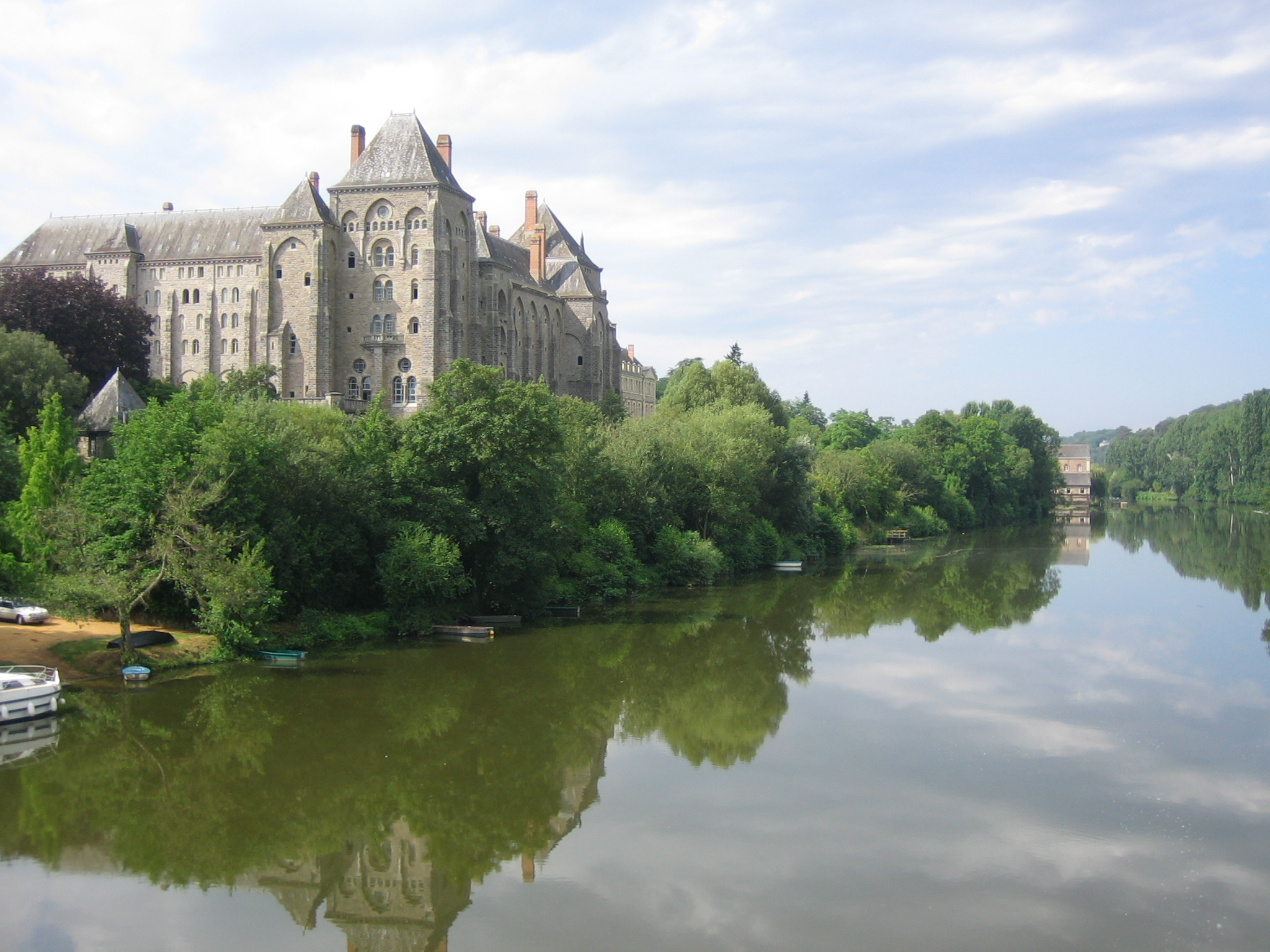
Abbazia di Solesmes

L'opera di restaurazione fu iniziata da Prosper Guéranger monaco dell'Abbazia di Solesmes. Sulla base di rigorose verifiche filologiche venne creato il laboratorio di paleographie musicale per la decifrazione degli antichi codici. Due specifiche svolte, quella semiologica e quella modale, legate basicamente a due monaci dell'Abbazia di Solesmes, Eugène Cardine e Jean Claire, hanno fatto sì che le cospicua eredità e la ricerca ricevessero potenzialità e connotati nuovi, e per certi versi rivoluzionari.
La restaurazione gregoriana portò alla pubblicazione del Graduale romanum del 1908 e del Liber Usualis del 1903 fino al Graduale Triplex del 1979 ed alle ultime raccolte. Uno dei maggiori studiosi e restauratori recenti del canto gregoriano fu il benedettino spagnolo Gregorio Maria Suñol (1879-1946).

#### Il Concilio Vaticano II
Il Concilio Vaticano II riunì nel sesto capitolo della Costituzione Sacrosanctum Concilium del 4 dicembre 1963 le considerazioni e le disposizioni relative alla musica sacra e al suo rapporto con la liturgia.
Le indicazioni generali dei paragrafi 114 e 115 (Si conservi e si incrementi con grande cura il patrimonio della Musica sacra [...] Si curi molto la formazione e la pratica musicale nei seminari [...] ai musicisti e ai cantori, e in primo luogo ai fanciulli, si dia anche una vera formazione liturgica) sono suggellate dal paragrafo 116, intitolato specificamente Canto gregoriano e polifonico. Il paragrafo recita alla lettera "a)":
La Chiesa riconosce il canto gregoriano come canto proprio della liturgia romana: perciò nelle azioni liturgiche, a parità di condizioni, gli si riservi il posto principale.
Il paragrafo 117 invece afferma:
l'edizione tipica dei libri di canto gregoriano [e una] edizione più critica dei libri già editi dopo la riforma di S. Pio X. [Infine] un'edizione che contenga melodie più semplici, ad uso delle chiese minori
Malgrado le chiare indicazioni conciliari, nella fase successiva al concilio le conferenze episcopali privilegiarono un repertorio musicale quasi esclusivamente nelle lingue moderne e con forme vicino al pop e alla musica leggera. Ciò mise rapidamente in secondo piano la cura del repertorio gregoriano che, ritenuto tradizionalmente solido, finì invece per scomparire quasi completamente dalla scena liturgica.
Il documento incoraggiava anche la diffusione di canti religiosi popolari (n. 118), al fine di favorire la partecipazione alla preghiera da parte di un uditorio laico, ignaro della lingua latina, della notazione quadrata, le cui abitudini musicali e senso estetico erano distanti dallo stile e ritmo di tale genere.

La preferenza secolare della Chiesa per il canto gregoriano fu storicamente motivata dall'unità di testo e suono, che rende questo stile unico per la capacità di trasmettere con la musica "il senso della Parola di Dio proclamata nella liturgia".

#### Edizioni critiche
Ne 1974 fu pubblicata l'auspicata nuova edizione del Graduale Romanum curata dai monaci dell'Abbazia di Solesmes.
Nel 1975 fu fondata a Roma l'Associazione Internazionale Studi di Canto Gregoriano su iniziativa di Luigi Agustoni, con l'intento di proporre un testo critico del Graduale alla luce di uno studio approfondito dei più antichi testimoni della tradizione testuale: il tentativo estremo di coniugare rigore filologico (thesaurum gregorianum autenticum integre conservare) e nuovi intendimenti pratici (Rubricae autem ampliorem facultatem praebent hauriendi e Communibus noviter dispositis, ita ut necessitatibus quoque pastoralibus largius satisfiat): come risultato nel 1979 venne pubblicata l'edizione tipica del Graduale Triplex, rappresentazione musicale in notazione quadrata del Graduale Romanum con l'aggiunta della notazione sangallese e della notazione metense, alla luce dello studio condotto dai monaci di Solesmes sui codici di Laon, San Gallo, Einsiedeln e Bamberga.

## Repertorio

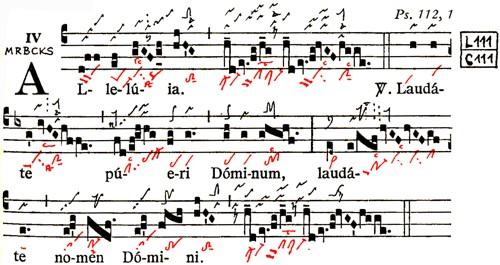
L'Alleluia Laudate pueri del Graduale Triplex

Il repertorio del canto gregoriano è molto vasto e viene differenziato per epoca di composizione, regione di provenienza, forma e stile.

Esso è costituito dai canti dell'Ufficio o "Liturgia delle Ore" e dai canti della Messa.
- Nei canti dell'Ufficio si riscontrano le seguenti forme liturgico-musicali: le Antifone, la Salmodia che comprende il canto dei Salmi e dei Cantici, i Responsori (che possono essere brevi o prolissi) e gli Inni.
- Nei canti della Messa si distinguono:
  - i canti dell'Ordinario o Ordinarium Missæ. Sono i testi che non mutano mai: Kyrie, Gloria, Credo, Sanctus e Agnus Dei.
  - E i canti del Proprio o Proprium Missæ. Sono i testi che variano secondo le diverse festività: Introito, Graduale, Sequenza, Alleluia che è sostituito dal Tratto nel tempo di Quaresima, Offertorio e Communio.

Sia nei canti dell'Ufficio come in quelli della Messa si riscontrano tutti i generi-stili compositivi del repertorio gregoriano; essi si possono classificare in tre grandi famiglie:
- I canti di genere salmodico, sillabico o accentus (quando ad ogni sillaba del testo corrisponde solitamente una sola nota) come ad esempio la salmodia o le più semplici antifone dell'Ufficio, le melodie semplici dell'Ordinario e i recitativi del Celebrante.
- I canti di genere neumatico o semiornato (quando ad ogni singola sillaba del testo corrispondono piccoli gruppi di note) come ad esempio gli Introiti, gli Offertori e i Communio della Messa o alcune antifone più ampie dell'Ufficio.
- I canti di genere melismatico, ornato o concentus (quando ogni sillaba del testo è fiorita da molte note) come ad esempio i Graduali e gli Alleluia o i responsori prolissi dell'Ufficio. Tipico di questo genere è la presenza dei melismi.

## Elementi di semiografia gregoriana
Premessa sulla ritmica gregoriana
Prima di affrontare per sommi capi questo vastissimo argomento è bene precisare che nel canto gregoriano il testo-preghiera è legato indissolubilmente ad una melodia e ne forma una completa simbiosi. 
Il gregoriano è il canto della pienezza della parola; esso nasce per ornare, esaltare e dare completezza espressiva ai testi della liturgia. Le melodie gregoriane esistono solo in funzione del loro elemento primario, il testo, al punto da identificarsi con esso e assumerne le qualità. Pertanto, la qualità ritmica del neuma si attinge dal testo e non dalle qualità fisiche del suono. La perfetta simbiosi fra testo e melodia costituisce nel gregoriano il dato fondamentale per la soluzione del problema del valore delle note. 
Il Canto gregoriano non conosce mensuralismo e la sua interpretazione è basata essenzialmente sul valore sillabico di ciascuna nota, caratterizzato da una indefinibile elasticità di aumento e diminuzione.
L'anima del linguaggio parlato e musicale è costituita dal ritmo. Il ritmo, nel linguaggio parlato, consiste in un succedersi coordinato di sillabe in una o più parole. È quindi un fenomeno di relazione, che viene espresso dall'accento e dalla finale di una parola. La sillaba tonica rappresenta il punto di partenza e di slancio del movimento, il polo di attrazione delle sillabe che precedono l'accento e il polo di animazione delle sillabe che vanno verso la cadenza.
Nel canto gregoriano la melodia è legata essenzialmente al testo, perché nasce e si sviluppa su un determinato testo, dal quale prende le qualità ritmiche ed espressive. Il testo quindi costituisce l'elemento prioritario e anteriore della composizione gregoriana. Gli elementi che concorrono a formare un qualsiasi testo sono le sillabe, le parole e le frasi. La sillaba non forma un'entità autonoma assoluta, ma è in funzione di un'entità maggiore, la parola, e ogni parola ha un accento proprio che viene mantenuto nel contesto della frase rendendo possibile lo sviluppo di un ritmo del verso.
La stessa cosa avviene nella melodia. Il neuma (di uno o più suoni sopra ad una sillaba) non è autonomo, ma in funzione di un inciso melodico-verbale, che corrisponde ad una o più parole, a seconda del genere compositivo.
Nel genere sillabico, la parola non sempre è sufficiente a determinare un'entità ritmica completa. Nel genere semiornato, dove ogni sillaba comporta più suoni, di solito un inciso melodico-verbale è ben caratterizzato da una sola parola. Nel genere ornato o melismatico (con fioritura di note sopra una sillaba), la parola viene esaltata al punto da lasciare il posto alla melodia.
La sillaba del testo latino rappresenta il valore sillabico della nota cioè l'entità stessa del neuma ed è da notare che la struttura del verso latino è determinata dalla rigida distinzione che il latino classico opera fra sillabe lunghe e sillabe brevi. Ma con il latino volgare, da cui derivano le lingue romanze (italiano, spagnolo, francese, portoghese, romeno, ecc.), questa differenza non si avvertì più, e l'accento tonico della parola andò acquistando maggiore importanza.

### Semiografia gregoriana

#### I neumi
Ciò che in musica moderna si chiama nota musicale, in gregoriano è detto neuma (dal greco "segno") con la differenza che un neuma può significare una nota singola o un gruppo di note.
Nella trascrizione moderna del repertorio gregoriano si utilizzano note di forma quadrata (contrariamente alla notazione di tutta l'altra musica) dette notazione quadrata; esse sono la naturale evoluzione della scrittura presente negli antichi manoscritti.
Bisogna infatti considerare il fatto che la trasmissione del canto gregoriano è nata oralmente poi i notatori hanno cominciato a scrivere sui testi da cantare dei segni che richiamassero gli accenti delle parole (notazione adiastematica cioè senza rigo); l'evoluzione di questi segni ha prodotto la notazione gregoriana che conosciamo oggi (notazione diastematica cioè sul rigo).
La grafia fondamentale del gregoriano è data dal punctum e dalla virga; dalla sua combinazione con altri neumi scaturiranno tutti gli altri segni nelle loro infinite combinazioni (ad. es il pes, neuma di due note ascendenti, la clivis neuma di due note discendenti, il torculus e il porrectus neuma di tre note ascendenti e discendenti, il climacus neuma di tre o più note discendenti...).
|  |  |  |

| 2 note | 2 note | 3 note | 3 note | 3 note |
| ------ | ------ | ------ | ------ | ------ |
|        |        |        |        |        |

#### Il rigo
Il repertorio gregoriano può trovarsi nella sua forma originale sia in forma diastematica che adiastematica, rispettivamente con oppure senza riferimenti spaziali. I brani diastematici vengono trascritti su di un rigo detto tetragramma che legge in chiave di do e che consta di quattro linee orizzontali con tre spazi all'interno; si leggono dal basso verso l'alto. Alcune volte si può aggiungere una linea supplementare ma, spesso per melodie che oltrepassano l'estensione del rigo si preferisce utilizzare il cambio di chiave.
Generalmente i brani con la scrittura diastematica risalgono all'XI sec d.C. poiché vennero inventati da Guido d'Arezzo.

#### Le chiavi
Nei manoscritti antichi per riconoscere precisamente l'altezza dei suoni furono utilizzate le lettere alfabetiche.
Due di queste C e F che corrispondono rispettivamente al Do e al Fa diventarono le lettere chiave utilizzate nella trascrizione del repertorio. Nelle moderne edizioni la chiave di Do può essere posta indifferentemente sulla quarta e sulla terza linea, raramente sulla seconda e mai sulla prima linea, mentre la chiave di Fa
si trova generalmente sulla seconda e sulla terza linea, raramente sulla quarta, mai sulla prima.

#### Alterazioni
Il gregoriano conosce solo l'alterazione del bemolle, il quale effetto viene eliminato con l'utilizzo del bequadro. Il bemolle viene impiegato solamente per l'alterazione della nota Si: il termine deriva dalla notazione musicale alfabetica nella quale la lettera b, corrispondente alla nota Si, quando disegnata con il dorso arrotondato (b molle) indicava il Si bemolle mentre con il dorso spigoloso (b quadro) indicava il Si naturale (cfr anche la teoria degli esacordi). Il bemolle usato nella notazione vaticana (la notazione quadrata ancora in uso nelle stampe ufficiali), presenta in realtà il contorno spigoloso, in ossequio alla forma quadrata di tutti gli altri segni utilizzati.
Il bemolle ha valore fino alla fine della parola alla quale è associato e, a differenza della notazione attuale, veniva posto non necessariamente prima della nota interessata, ma anche all'inizio della parola o del gruppo di neumi che contenevano la nota da abbassare.

#### Stanghette
Le moderne trascrizioni di canto gregoriano fanno uso di alcune lineette di lunghezza variabile poste verticalmente sul rigo musicale; esse hanno lo scopo di suddividere le frasi melodico-verbali della composizione (come se fossero i segni di punteggiatura di un testo).
- Il quarto di stanghetta delimita un inciso melodico-verbale.
- La mezza stanghetta delimita una parte di frase.
- La stanghetta intera delimita la fine della frase e molto spesso coincide con la conclusione del periodo testuale.
- La doppia stanghetta ha lo stesso significato di quella intera ma si usa al termine di un brano oppure per evidenziare l'alternanza di esecutori.

#### Custos
È una nota più piccola che si traccia alla fine del rigo e ha lo scopo di indicare al cantore la nota che comparirà all'inizio del rigo seguente.

## Modalità

### I modi

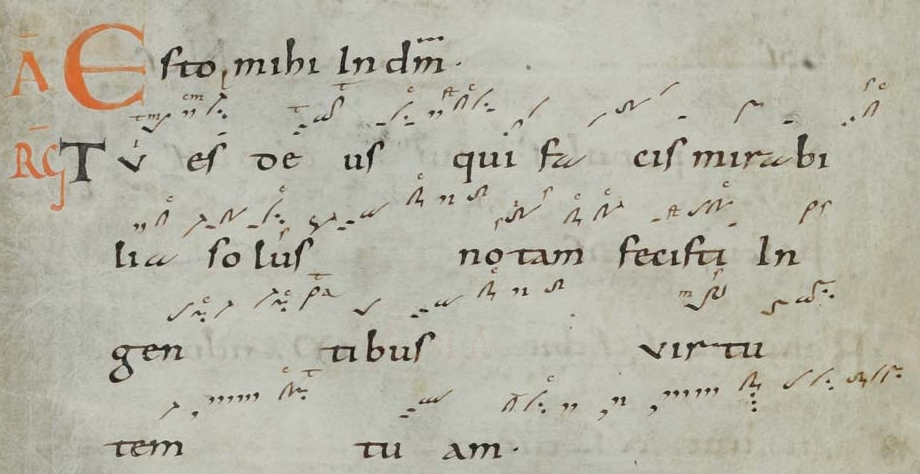
Il Graduale Tu es Deus del Cantatorium Codex Sangallensis 359

Per quanto riguarda l'ambito dell'intero repertorio gregoriano si ricorda che non si parla mai di tonalità intesa in senso moderno, ma di modalità.
Lo scopo della scienza modale è la ricerca della struttura compositiva di ciascun brano fino ad individuarne la forma originale dalla quale deriva. Ciascuna composizione di gregoriano è il frutto di un substrato continuo di evoluzioni che si sono protratte in secoli di storia liturgico-musicale.
Il gregoriano sviluppò nel tempo otto modi, che poi durante Rinascimento evolveranno nelle attuali scale maggiori e minori della notazione musicale classica. Ogni melodia è legata ad un modo, che solitamente viene indicato all'inizio dello spartito.
Ogni modo presenta una propria nota dominante (la nota sulla quale maggiormente insisterà la melodia), una propria estensione' (quale intervallo di note potrà sfruttare la melodia) e una propria finale (la nota sulla quale terminerà il brano).
I modi vengono ulteriormente divisi in quattro categorie, ciascuna delle quali presenta un modo autentico ed uno plagale (più grave di quattro note rispetto al proprio modo autentico), accomunati dalla stessa estensione e nota finale. Le categorie sono: Protus, Deuterus, Tritus, Tetrardus.
I singoli modi vengono riconosciuti grazie ad un numero romano (pari per i plagali e dispari per gli autentici).
| Modo | Categoria | Tipo      | Estensione                                      | Repercussa | Finalis |
| ---- | --------- | --------- | ----------------------------------------------- | --- | ------- |
| I    | Protus    | Autentico | (DO)RE-RE(e oltre)                              | LA | RE      |
| II   | Protus    | Plagale   | LA-SOL (se sale oltre il sol diventa autentico) | FA | RE      |
| III  | Deuterus  | Autentico | MI-MI                                           | SI (nel repertorio profano), DO (scivolamento del si) o LA (dominante, ossia tenor o repercussio del plagale) | MI      |
| IV   | Deuterus  | Plagale   | SI-SI                                           | LA | MI      |
| V    | Tritus    | Autentico | FA-FA                                           | DO | FA      |
| VI   | Tritus    | Plagale   | DO-DO                                           | LA | FA      |
| VII  | Tetrardus | Autentico | SOL-SOL                                         | RE | SOL     |
| VIII | Tetrardus | Plagale   | RE-RE                                           | DO | SOL     |

#### Interpretazioni modali
Esistono alcune interpretazioni che associano ciascun modo ad altre realtà con cui essi sarebbero collegati. Si tratta, soprattutto, di associazioni etiche o simboliche, tra cui è divenuta famosa quella, erroneamente attribuita a Guido d'Arezzo, e riportata in un trattato didattico del XVIII secolo scritto dall'abate Léonard Poisson, come “qualità” dei modi: «Voici les qualités qu'ils leurs attribueès»: primus gravis, secundus: tristis, tertius: mysticus, quartus: harmonicus, quintus: laetus, sextus: devotus, septimus: angelicus, octavus: perfectus (Il primo è grave, il secondo triste, il terzo mistico, il quarto armonioso, il quinto allegro, il sesto devoto, il settimo angelico e l'ottavo perfetto).

### Libri liturgici in canto gregoriano
Edizioni ufficiali per la liturgia cattolica romana:
- Ordo cantus Missae, edityo tipica, Typis Pol. Vaticanis, 1972.
- Graduale Romanum, Solesmes, 1974.
- Jubilate deo, cantus greg. faciliores, Typis Pol. Vaticanis, 1974.
- Graduale Simplex, editio altera, Typis Pol. Vaticanis, 1975.
- Antiphonale Romanum, tomus alter, Liber Hymnarius, Solesmes, 1983.

Edizioni complementari a quelle ufficiali:
- Antiphonale monasticum, Solesmes, 1934.
- Versus psalmorum et canticorum, Solesmes, 1962.
- Graduale neumé, Solesmes, 1966.
- Graduale Triplex, Solesmes, 1979.
- Psalterium monasticum, Solesmes, 1981.
- Processionale monasticum, Solesmes, 1983.
- Offertoriale triplex, Solesmes, 1985
- Graduale Novum de Dominicis et Festis, Libreria Editrice Vaticana 2010